# خوان غرابوسكي
خوان غرابوسكي (بالإسبانية: Juan Grabowski)‏ هو لاعب كرة قدم أرجنتيني، ولد في 9 أبريل 1982 في روساريو في الأرجنتين. لعب مع روزاريو سنترال ونادي كوكيمبو أونيدو.